# Bobby Larios
Pour les articles homonymes, voir Larios.
Bobby Larios (né le 6 mai 1970) est un acteur mexicain, connu à cause de sa relation avec Niurka Marcos. 

## Biographie
Durant son enfance, il souffre de la mort de sa sœur Alejandra, atteinte d'un cancer.
Depuis tout jeune, il désire se consacrer au monde du spectacle. Il débute en jouant dans diverses pièces de théâtre. Dans les années 1990, il se marie avec Otilia Moralo avec qui il a un enfant. En 1999, sa carrière démarre en participant en tenant un petit rôle, celui de Cesar, dans la telenovela Tres mujeres. La même année, il tient un autre rôle secondaire, celui du personnage de Pedro dans Mujeres engañadas.
Durant les trois années suivantes, il ne joue dans aucune telenovela. Pendant ce temps-là, il divorce de Moralo. En 2002, il joue Julián dans Las vías del amor et César dans Clase 406. L'année suivante, il révèle sa relation avec Marcos. Tous deux jouent dans la même telenovela, Velo de novia où Larios tient son premier rôle principal. Toutefois, en 2006, le couple divorce.

## Telenovelas
- 1996-1997 : Tú y yo : Sebastián Dominguez
- 1997 : Salud, dinero y amor : Sebastián
- 1999 : Tres mujeres : Mauro
- 1999 : Mujeres engañadas : Pedro
- 2002 : Clase 406 : César
- 2002 : Las vías del amor : Julián de la Colina
- 2003 : Velo de novia : Beto
- 2006 : La verdad oculta : Marcos Rivera Muñoz
- 2007 : Isla Paraíso : Jorge
- 2007-2008 : Amor comprado : Hilario
- 2009 : Valeria : David Barros

## Reality Shows
- 2010 : Amigos y Rivales KR 3 : Participant au côté de Fiorella Chirichigno (Mannequin péruvien)